# Toragorō Ariga
Toragorō Ariga (有賀 乕五郎, Ariga Toragorō) (1890-12 mai 1993), est un photographe japonais.
Il est lauréat de l'édition 1955 du prix de la Société de photographie du Japon